# 曲長通

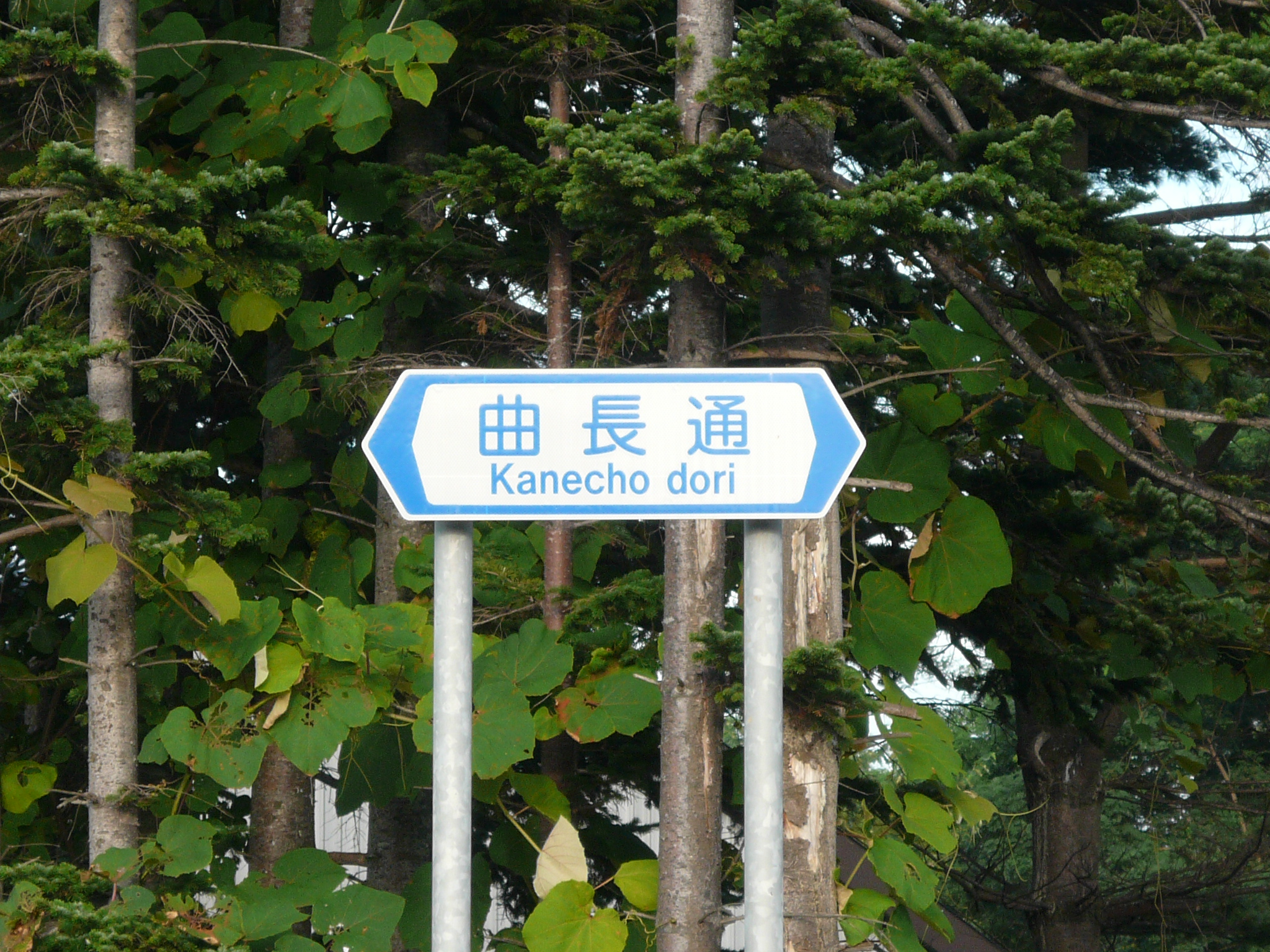
曲長通交差道路標識（2010年8月）

曲長通（かねちょうどおり）は北海道札幌市手稲区にある札幌圏都市計画道路である。
地名ではないが、難読地名として知られている。

## 概要
- 起点：札幌市手稲区稲穂4条7丁目
- 終点：札幌市手稲区手稲山口（＝国道337号交点）
- 延長：2.55km
- 車線数：全線2車線（片側1車線）
- 制限速度：全線時速50km
- 起点から国道5号交点までは未整備である。

## 歴史

### 概要
- 曲長通の名称は、1904年から1938年まで、現在の札幌運転免許試験場付近にあった「曲長農場」に由来する[1]。「曲長」とは、1874年に札幌に移住した大津の人・本間長助の屋号からとったもの。曲長商店は明治10年創業の、札幌で最も古い酒造業者の一つで、店舗は南3条東2丁目にあった[2]。
- 曲長通の名称ももともとは稲穂2条5丁目付近で旧国道5号から分かれて北上し、現在の稲穂駅付近で線路を渡り、曲長農場に向かう道路の名称であった。その名残として、本来の曲長通にはジェイ・アール北海道バスの「曲長通」停留所がある。

### 年表
- 1986年（昭和61年） - 曲長通跨線橋完成。
- 2007年（平成19年） - 星置2条1丁目（下手稲通交点）～手稲山口（国道337号交点）間開通。

## 主な接続道路
- 国道5号（北5条手稲通）
- 二十四軒手稲通
- 下手稲通
- 国道337号（道央新道、道央圏連絡道路） - 終点

## 橋
- 曲長通跨線橋

## 沿線の施設
- フルールハピネスていね
- 札幌市手稲区土木センター
- 手稲自動車学校
- 札幌市星置スケート場